# Iglesia de San Juan Bautista (Tudela)
La iglesia de San Juan de Tudela (Navarra) fue una iglesia que ocupaba los solares de la actual plaza de San Juan del Casco Antiguo de Tudela. Por aquel entonces esta plaza ya existía, pero con unas dimensiones muy reducidas, de ahí que se llamara Plazuela de San Juan. Su origen se remonta a la expulsión de los moros en 1516; la Mezquita de La-Alcazara, ubicada en la antigua Morería de la ciudad, fue reconvertida en 1518 en iglesia de culto cristiano con la advocación de San Juan Bautista.

## Descripción general
La torre de la Iglesia de San Juan tenía planta cuadrada y consistía en tres cuerpos, según un dibujo realizado por el ingeniero de Retz en 1800. El cuerpo inferior, más grande en tamaño, tenía dos ventanas en cada lado, y los dos cuerpos superiores, más estrechos, una ventana en cada unos de sus lados.
Su retablo mayor del altar, dedicado a San Sebastián, y el retablo de la Capilla de Blas Fernández de Ochagavía eran de finales del siglo XVI.

## Historia y cronología de construcción
El edificio de la Iglesia de San Juan pudo ser una restauración del de la Mezquita de La-Alcazara, que fue reconvertida en 1518 al culto cristiano. En 1563 se construyó la espadaña de la iglesia donde se colocaron dos campanas. La iglesia fue cerrada al culto en 1805 y derribada en 1806. Sobre parte de los solares de la antigua parroquia, se construyó el colegio de la Compañía María.